# Xã Martin, Quận Smith, Kansas
Xã Martin (tiếng Anh: Martin Township) là một xã thuộc quận Smith, tiểu bang Kansas, Hoa Kỳ. Năm 2010, dân số của xã này là 18 người.